# 2 Pancerna Brygadowa Grupa Bojowa „Spartans”
2 Pancerna Brygadowa Grupa Bojowa „Spartans” (ang. 2nd Armored Brigade Combat Team, 3rd Infantry Division) – oddział armii Stanów Zjednoczonych stacjonujący w Fort Stewart w Georgii.

## Historia
Dzisiejsza 2 Pancerna Brygadowa Grupa Bojowa została utworzona 12 listopada 1917 w Camp Green w Karolinie Północnej jako oddział dowodzenia 5 Brygady Piechoty 3 Dywizji.
W 1918 Brygada dyslokowana została we Francji w celu pomocy wojskom francuskim na froncie zachodnim podczas I wojny światowej. Brygada swoją pierwszą walkę stoczyła podczas obrony części linii frontu aliantów w czasie trzeciej bitwy pod Aisne. Następnie przeprowadziła niespodziewany atak na niemieckie linie bez osłony artyleryjskiej podczas bitwy o zamek Thierry oraz uczestniczyła w bitwie nad Marną, od której pochodzi nick 3 Dywizji „Rock of the Marne”. Podczas bitwy o Saint-Mihiel Brygada pomogła przedrzeć się przez front niemiecki i zdobyć miasto Metz. Wzięła również udział w ofensywie w Meuse-Argonne, która ostatecznie zakończyła wojnę.
W marcu 1921 Brygada została zreorganizowana i przekształcona w 5 Brygadę Piechoty 3 Dywizji. 16 października 1939 Brygada została rozwiązana w Vancouver Barracks w Waszyngtonie z powodu reorganizacji struktury dywizji z „czwórkowej” do nowej koncepcji „trójkowej”. Pomimo tego, że dowództwo Brygady było nieaktywne, jednostki wchodzące w skład nowoczesnej brygady były mocno zaangażowane w II wojnę światową, a kilka z nich rozlokowało się w Europie i uczestniczyło w czterech z pięciu głównych działań desantowych na europejskim teatrze działań wojennych. Rozpoczęli od udanego odparcia sił nazistowskich z Afryki Północnej podczas operacji Torch i kampanii w Tunezji. Przyszli Spartanie wrócili do Włoch w 1943 roku i po raz pierwszy wylądowali na Sycylii w ramach kampanii włoskiej. Jednostki te walczyły od Neapolu po Rzym, w tym w bitwie pod Anzio. Po inwazji na Normandię jednostki Brygady brały udział w wyzwoleniu Francji, walcząc od południowej Francji do Ardenów, gdzie uczestniczyli w bitwie o wybrzuszenie (ang. Battle of the Bulge). W ostatnich dniach wojny elementy Brygady przedostały się do Nadrenii i otoczyły twierdzę Adolfa Hitlera w Berchtesgaden na kilka dni przed kapitulacją III Rzeszy. Po klęsce Niemiec siły bojowe Spartan przeniosły się z powrotem do USA, ale siły wsparcia Brygady zostały wysłane na Pacyfik, gdzie aktywnie wspierały kampanię azjatycko-pacyficzną do końca wojny.
Brygada brała udział w działaniach podczas wojny koreańskiej, uczestnicząc w sumie w ośmiu kampaniach od interwencji chińskich sił komunistycznych w listopadzie 1950, aż do zawieszenia broni w 1953 roku.
17 czerwca 1963 w Kitzingen w Niemczech aktywowano 2 Brygadę jako dowództwo i sztab jednego batalionu pancernego i dwóch zmechanizowanych batalionów piechoty. Brygada stacjonując w rejonie zwanym Fulda Gap (luka fuldańska, od nazwy miasta Fulda), będącym jedną z dwóch alternatywnych dróg podejścia ze wschodu do Niemiec Zachodnich, służyła jako główna siła uderzeniowa 3 Dywizji Piechoty stając w obronie Stanów Zjednoczonych i wolnego świata w czasie szczytu zimnej wojny. To tutaj Brygada otrzymała przydomek „Spartanie”. 15 stycznia 1994 2 Brygada została dezaktywowana.
16 lutego 1996 w Fort Stewart w Georgii jednostka przekształcona została z 2 Brygady 24 Dywizji Piechoty na ciężką brygadę pancerną w 3 Dywizji Piechoty w ramach sił szybkiego reagowania (ang. Rapid Deployment Force) XVIII Korpusu. W ciągu kolejnych 6 lat Brygada wielokrotnie zmieniała miejsce dyslokacji. Kilkukrotnie była wyznaczana jako Division Ready Brigade (DRB) i była gotowa do rozmieszczenia w Kuwejcie do jego obrony przed agresją Iraku.
W 2002 Brygada została wysłana do Kuwejtu w celu odparcia potencjalnej agresji Iraku. W marcu 2003 Brygada wzięła udział w ataku na Irak podczas rozpoczynającej się wojny w celu wyzwolenia ludności Iraku i odsunięcia Saddama Husseina od władzy. Brygada zajęła Bagdad w błyskawicznych walkach pod kodową nazwą „Thunder Run”. Po zmianie dyslokacji Brygada stała się pierwszą Brygadą w armii, która przetestowała nową modułową strukturę sił armii amerykańskiej ze zmianami w obsadzie personalnej i przydziale sprzętu.
W styczniu 2005 i ponownie w maju 2007 Brygada przeniosła się do Iraku w ramach operacji „Iraqi Freedom”. Tam  przeprowadzała różne misje, w tym bezpośrednie operacje bojowe przeciwko siłom terrorystycznym, misje humanitarne i podejmowała wysiłki na rzecz odbudowy i przywrócenia normalności w kraju.
We wrześniu 2009 Brygada ponownie przeniosła się do Iraku, tym razem do prowincji północnych i stała się jedyną Brygadą w 3 Dywizji Piechoty, która służyła we wszystkich głównych obszarach Iraku: południowej, środkowej i północnej. Ich terytorium było największym obszarem lądowym w Iraku, obejmującym obszar na północ od Bagdadu, biegnący od granicy tureckiej na północy, do granicy z Syrią na zachodzie i granicy z Iranem na wschodzie. Misja obejmowała operacje bojowe przeciwko wrogowi, doradztwo i pomoc siłom irackim oraz działania pomocy humanitarnej.
7 marca 2010 żołnierze Brygady po raz kolejny rozlokowali się w północnym Iraku. Po miesiącach szkolenia Irackich Sił Bezpieczeństwa (ISF), współpracując z nimi w celu zapewnienia bezpieczeństwa ludności i pobudzenia wzrostu gospodarczego w Iraku Spartanie pomogli w przeprowadzeniu demokratycznych wyborów, po których wybrano pierwszy od lat stabilny rząd Iraku. Na początku listopada 2010 Brygada powróciła do kraju.
W 2012 Brygada przerzucona została do prowincji Logar i Wardak w Afganistanie w celu wsparcia operacji „Enduring Freedom”.
Latem 2015 roku 4 Infantry Brigade Combat Team przekształciła się w 2 Infantry Brigade Combat Team.
W 2015 2 Brygada aktywowała się jako zespół lekkiej brygady piechoty (Light Infantry Brigade Combat), a w 2016 została rozmieszczona na całym kontynencie afrykańskim, wspierając regionalną misję sił US AFRICOM.
W grudniu 2016 roku 3 Dywizja Piechoty rozpoczęła przekształcanie swoich brygad z IBCT (Infantry Brigade Combat Team) w ABCT (Armored Brigade Combat Team).
Od lutego 2020 2 ABCT przygotowywała się do udziału w ćwiczeniu DEFENDER - Europe 20. W związku z pandemią ćwiczenie zostało zmodyfikowane jako DEFENDER Europe 20 Plus i przesunięte na czerwiec 2020. W Polsce odbyło się na drawskim poligonie pod nazwą Allied Spirit XI.
23 kwietnia 2020 Departament Armii Stanów Zjednoczonych poinformował, że 2 Pancerna Brygadowa Grupa Bojowa 3 Dywizji Piechoty zastąpi 2 Pancerną Brygadową Grupę Bojową 1 Dywizji Kawalerii i weźmie udział w ćwiczeniach Atlantic Resolve w celu wsparcia zaangażowania Stanów Zjednoczonych w NATO.

## Struktura organizacyjna
Skład 2023
- dowództwo i kompania dowodzenia (HHC)
- 3-15 INF – 3 batalion 15 pułku piechoty „Old China Hands”
- 3-67 AR – 3 batalion 67 pułku pancernego[9] „Hounds of Hell”
- 2-69 AR – 2 batalion 69 pułku pancernego[10] „Panthers”
- 6-8 CAV – 6 szwadron 8 pułku kawalerii[11] „Mustang”
- 1-9 FAR – 1 batalion 9 pułku artylerii polowej[12] „Battlekings”
- 9 BEB – 9 batalion inżynieryjny[13] „Gila”
- 703 Batalion Wsparcia Brygady „Maintainers”
- Special Troops Battalion